# دیمیترو ورساپ
دیمیترو ورساپ (اوکراینی: Дмитрo Сергійович Воробей؛ زادهٔ ۱۰ مهٔ ۱۹۸۵) بازیکن فوتبال اهل اوکراین است.
از باشگاه‌هایی که در آن بازی کرده‌است می‌توان به باشگاه فوتبال کریفباس کریفیی ریه، باشگاه فوتبال آرسنال کی‌یف، باشگاه فوتبال ماریوپول، و باشگاه فوتبال زوریا لوهانسک اشاره کرد.
وی همچنین در تیم‌های ملی فوتبال Ukraine national under-17 football team, Ukraine national under-19 football team، و زیر ۲۱ سال اوکراین بازی کرده‌است.